# Svarthuvad dvärgpapegoja
Svarthuvad dvärgpapegoja (Agapornis personatus) är en art i släktet dvärgpapegojor.

## Utseende
Svarthuvad dvärgpapegoja är något mindre än rosenhuvad dvärgpapegoja. Den har svart huvud, gult bröst, mörkt gröna vingar, ljusgrön underkropp, klarröd näbb och en vit fjäderlös orbitalring runt ögonen.

## Utbredning och systematik
Fågeln förekommer ursprungligen i Tanzania men finns också introducerad i Burundi och Kenya. Den behandlas som monotypisk, det vill säga att den inte delas in i några underarter.

## Status
Arten har ett stort utbredningsområde och beståndet anses stabilt. Internationella naturvårdsunionen IUCN listar den därför som livskraftig (LC).

## Som burfågel
Inom burfågelskretsar har man avlat fram ett antal olika färgvarianter, där den blå varianten är den vanligaste.